# 金信淑
金信淑（？—？），吉林延吉人，中华人民共和国政治人物，抗日民主联军烈士家属，供职于吉林延吉金信淑农业生产合作社。

## 生平
生于吉林延吉县小营子村。1954年，当选第一届全国人民代表大会代表。